# Aillant-sur-Milleron
Aillant-sur-Milleron är en kommun i departementet Loiret i regionen Centre-Val de Loire strax norr Frankrikes mitt. Kommunen ligger i kantonen Châtillon-Coligny som tillhör arrondissementet Montargis. År 2022 hade Aillant-sur-Milleron 374 invånare.

## Befolkningsutveckling
Antalet invånare i kommunen Aillant-sur-Milleron
| Referens: INSEE |